# The Soul Stirrers
The Soul Stirrers est l'un des groupes de gospel américain les plus populaires du XXe siècle. Fondé par Roy Crain en 1926 dans le Texas (Trinity), le groupe est bientôt emmené par R.H. Harris. Partant de Houston, les Soul Stirrers multiplient les tournées dans le pays. Leur succès dans les années 1930 les amène jusqu'à Washington, où ils collaborent avec Alan Lomax.
Liés à la maison de disques Specialty, ils s'installent à Chicago et, à la fin des années 1940, voient leur popularité s'accroître grâce à une émission de radio qu'ils y enregistrent chaque semaine. R.H. Harris, qui souhaite entreprendre une carrière solo, quitte alors le groupe, bientôt remplacé par  Sam Cooke en 1951.
Le jeune chanteur y restera six années, permettant aux Soul Stirrers d'atteindre un succès d'une dimension exceptionnelle dont témoigneront les ventes, après la mort de Cooke, des compilations consacrées à la période gospel de Mr.Soul. Après 1957, Johnnie Taylor prend la tête de la formation.
The Soul Stirrers feront leur entrée au Rock and Roll Hall of Fame (1989) ainsi qu'au Vocal Group Hall of Fame (2000).